# Marie-Augustin Lubbert
Marie-Augustin Lubbert est un homme politique français né le 10 mars 1803 à Hambourg (Saint-Empire) et mort à Bordeaux le 27 décembre 1859.

## Biographie
Capitaine au long cours, il est député de la Gironde en 1848. Il démissionne en décembre 1848, après le vote de la constitution.

### Sources
- « Marie-Augustin Lubbert », dans Adolphe Robert et Gaston Cougny, Dictionnaire des parlementaires français, Edgar Bourloton, 1889-1891 [détail de l’édition]